# Campeonato Mundial de Voleibol Femenino Sub-18 de 2021
El Campeonato Mundial de Voleibol Femenino Sub-18 de 2021 fue la XVII edición del torneo mundial de selecciones nacionales femeninas categoría sub-18 de la Federación Internacional de Voleibol (FIVB) realizado en la ciudad de Durango, México. Participan 20 selecciones de las 5 confederaciones miembros de la FIVB.

## Proceso de clasificación
| Confederación | Método de Clasificación                                     | Fecha                         | Lugar                     | Cupos | Equipo                                                 |
| ------------- | ----------------------------------------------------------- | ----------------------------- | ------------------------- | ----- | ------------------------------------------------------ |
| FIVB          | Anfitrión                                                   | 2021                          | Lausana, Suiza.           | 1     | México                                                 |
| CEV           | Campeonato Europeo de Voleibol Femenino Sub-17 de 2020      | Del 1 al 9 de octubre de 2020 | Podgorica, Montenegro.    | 6     | Rusia Italia Turquía Serbia Rumanía Polonia            |
| AVC           | Campeonato Asiático de Voleibol Femenino Sub-17 de 2018     | Del 20 al 27 de mayo de 2018  | Nakhon Pathom, Tailandia. | 4>1   | Japón China Corea del Sur Tailandia                    |
| CSV           | Campeonato Sudamericano de Voleibol Femenino Sub-18 de 2020 | –                             | –                         | 3     | Argentina Perú Brasil                                  |
| CAVB          | Juegos Africanos de la Juventud de 2018                     | Marzo 2021                    | Abuya, Nigeria.           | 2     | Camerún Nigeria                                        |
| NORCECA       | Campeonato NORCECA de Voleibol Femenino Sub-18 de 2020      | Del 9 al 17 de enero de 2021  | Bandera de Canadá         | 2>4   | Estados Unidos Canadá Puerto Rico República Dominicana |
| FIVB          | Ranking Mundial Juvenil de la FIVB                          | –                             | –                         | 3     | Egipto Bulgaria Eslovaquia                             |
| Total         | Total                                                       | Total                         | Total                     | 20    |                                                        |

### Formato de competición
El torneo se desarrolla dividido en dos rondas.
En la primera ronda las 20 selecciones fueron repartidas en 4 grupos de 5 equipos, en cada grupo se jugó con un sistema de todos contra todos y los equipos fueron clasificados de acuerdo a los siguientes criterios:
1. Partidos ganados.
2. Puntos obtenidos, los cuales son otorgados de la siguiente manera:
  - Partido con resultado final 3-0 o 3-1: 3 puntos al ganador y 0 puntos al perdedor.
  - Partido con resultado final 3-2: 2 puntos al ganador y 1 puntos al perdedor.
3. Proporción entre los sets ganados y los sets perdidos (Sets ratio).
4. Proporción entre los puntos ganados y los puntos perdidos (Puntos ratio).
5. Si el empate en puntos ratio persiste entre dos equipos se le da prioridad al equipo que haya ganado el último partido entre los equipos implicados.
6. Si el empate en puntos ratio es entre tres o más equipos se elabora una nueva clasificación tomando en consideración solo los partidos jugados entre los equipos implicados.

En la segunda ronda, el último clasificado de cada grupo jugará partidos de clasificación para la posición 17-20 en un sistema de todos contra todos. Los otros 16 equipos avanzan a los octavos de final, que consta de un playoff (primero del Grupo A contra el cuarto del Grupo B, primero del Grupo C contra el cuarto del Grupo D, etc.). Los ganadores de los partidos de playoff avanzarán a los cuartos de final, semifinales y finales para clasificarse de la primera a la octava posición, mientras que los perdedores del partido de playoff jugarán partidos de clasificación, con cuartos de final, semifinales y finales con sistema similares, para clasificarse de la novena a la decimosexta posición.

### Conformación de los grupos
| Grupo A                              | Grupo B                                         | Grupo C                                              | Grupo D                                    |
| ------------------------------------ | ----------------------------------------------- | ---------------------------------------------------- | ------------------------------------------ |
| México Camerún Serbia Canadá Polonia | Italia Turquía Perú Egipto República Dominicana | Estados Unidos Rumanía Nigeria Tailandia Puerto Rico | Brasil Rusia Bulgaria Argentina Eslovaquia |

## Resultados

### Fase de grupos
- Los primeros cuatro de cada grupo pasan a la fase de ocho finales.

     – Clasificados a octavos de final.      – Pasan a disputar la clasificación del 17.º al 20.º puesto.

#### Grupo A
| Pos. | Equipo   | Partidos | Partidos | Partidos | Pts. | Sets | Sets | Sets  | Puntos | Puntos | Puntos |
| Pos. | Equipo   | PJ       | PG       | PP       | Pts. | SG   | SP   | Ratio | PG     | PP     | Ratio  |
| ---- | -------- | -------- | -------- | -------- | ---- | ---- | ---- | ----- | ------ | ------ | ------ |
| 1    | Serbia   | 4        | 4        | 0        | 11   | 12   | 2    | 6.000 | 335    | 178    | 1.882  |
| 2    | Polonia  | 4        | 3        | 1        | 9    | 11   | 5    | 2.200 | 337    | 250    | 1.348  |
| 3    | México   | 4        | 2        | 2        | 7    | 8    | 6    | 1.333 | 296    | 229    | 1.292  |
| 4    | Canadá   | 4        | 1        | 3        | 3    | 3    | 9    | 0.333 | 214    | 225    | 0.951  |
| 5    | Camerún* | 4        | 0        | 4        | 0    | 0    | 12   | 0.000 | 0      | 300    | 0.000  |

 *  Camerún se vio obligada a retirarse. El equipo no llegó a la competencia y sus juegos se perdieron 3-0 y todos los sets por 25-0.
| Fecha            | Hora  | Equipo 1 | Res.  | Equipo 2 | Set 1 | Set 2 | Set 3 | Set 4 | Set 5 | Total    | Reporte |
| ---------------- | ----- | -------- | ----- | -------- | ----- | ----- | ----- | ----- | ----- | -------- | ------- |
| 20 de septiembre | 16:00 | Serbia   | 3 – 2 | Polonia  | 22-25 | 25-10 | 23-25 | 25-14 | 15-6  | 110 – 80 | P2      |
| 20 de septiembre | 19:00 | México   | 3 – 0 | Camerún  | 25-0  | 25-0  | 25-0  | -     | -     | 75–0     | P2      |
| 21 de septiembre | 16:00 | Serbia   | 3 – 0 | Camerún  | 25-0  | 25-0  | 25-0  | -     | -     | 75–0     | P2      |
| 21 de septiembre | 19:00 | México   | 3 – 0 | Canadá   | 25-21 | 25-7  | 25-22 | -     | -     | 75 – 50  | P2      |
| 22 de septiembre | 16:00 | Polonia  | 3 – 0 | Camerún  | 25-0  | 25-0  | 25-0  | -     | -     | 75–0     | P2      |
| 22 de septiembre | 19:00 | Canadá   | 0 – 3 | Serbia   | 11-25 | 10-25 | 22-25 | -     | -     | 43 – 75  | P2      |
| 23 de septiembre | 16:00 | Camerún  | 0 – 3 | Canadá   | 0-25  | 0-25  | 0-25  | -     | -     | 0 – 75   | P2      |
| 23 de septiembre | 19:00 | México   | 2 – 3 | Polonia  | 25-21 | 16-25 | 25-21 | 12-25 | 13-15 | 91–107   | P2      |
| 24 de septiembre | 16:00 | Polonia  | 3 – 0 | Canadá   | 25-18 | 25-18 | 25-13 | -     | -     | 75 – 49  | P2      |
| 24 de septiembre | 19:00 | México   | 0 – 3 | Serbia   | 14-25 | 23-25 | 18-25 | -     | -     | 50 – 75  | P2      |

#### Grupo B
| Pos. | Equipo               | Partidos | Partidos | Partidos | Pts. | Sets | Sets | Sets   | Puntos | Puntos | Puntos |
| Pos. | Equipo               | PJ       | PG       | PP       | Pts. | SG   | SP   | Ratio  | PG     | PP     | Ratio  |
| ---- | -------------------- | -------- | -------- | -------- | ---- | ---- | ---- | ------ | ------ | ------ | ------ |
| 1    | Italia               | 4        | 4        | 0        | 12   | 12   | 1    | 12.000 | 322    | 248    | 1.298  |
| 2    | Turquía              | 4        | 3        | 1        | 8    | 9    | 5    | 1.800  | 320    | 261    | 1.226  |
| 3    | República Dominicana | 4        | 2        | 2        | 6    | 6    | 9    | 0.429  | 205    | 241    | 0.851  |
| 4    | Perú                 | 4        | 1        | 3        | 3    | 4    | 10   | 0.400  | 230    | 257    | 0.895  |
| 5    | Egipto               | 4        | 0        | 4        | 1    | 6    | 11   | 0.444  | 240    | 298    | 0.805  |

| Fecha            | Hora  | Equipo 1             | Res.  | Equipo 2             | Set 1 | Set 2 | Set 3 | Set 4 | Set 5 | Total    | Reporte |
| ---------------- | ----- | -------------------- | ----- | -------------------- | ----- | ----- | ----- | ----- | ----- | -------- | ------- |
| 20 de septiembre | 10:00 | República Dominicana | 0 – 3 | Turquía              | 15-25 | 21-25 | 18-25 | -     | -     | 54 – 75  | P2      |
| 20 de septiembre | 13:00 | Perú                 | 3 – 1 | Egipto               | 20-25 | 25-22 | 25-20 | 25-22 | -     | 95 – 89  | P2      |
| 21 de septiembre | 10:00 | Egipto               | 1 – 3 | Italia               | 25-22 | 12-25 | 10-25 | 16-25 | -     | 63 – 97  | P2      |
| 21 de septiembre | 13:00 | Perú                 | 0 – 3 | Turquía              | 13-25 | 21-25 | 10-25 | -     | -     | 44 – 75  | P2      |
| 22 de septiembre | 10:00 | Perú                 | 1 – 3 | República Dominicana | 25-18 | 22-25 | 21-25 | 23-25 | -     | 91 – 93  | P2      |
| 22 de septiembre | 13:00 | Turquía              | 0 – 3 | Italia               | 22-25 | 23-25 | 19-25 | -     | -     | 64 – 75  | P2      |
| 23 de septiembre | 10:00 | Egipto               | 2 – 3 | Turquía              | 18-25 | 10-25 | 25-21 | 25-20 | 10-15 | 88 – 106 | P2      |
| 23 de septiembre | 13:00 | Italia               | 3 – 0 | República Dominicana | 25-18 | 25-21 | 25-19 | -     | -     | 75 – 58  | P2      |
| 24 de septiembre | 10:00 | Italia               | 3 – 0 | Perú                 | 25-23 | 25-23 | 25-19 | -     | -     | 75 – 65  | P2      |
| 24 de septiembre | 13:00 | República Dominicana | 3 – 1 | Egipto               | 23-25 | 25-22 | 25-23 | 25-13 | -     | 98 – 83  | P2      |

#### Grupo C
| Pos. | Equipo         | Partidos | Partidos | Partidos | Pts. | Sets | Sets | Sets   | Puntos | Puntos | Puntos |
| Pos. | Equipo         | PJ       | PG       | PP       | Pts. | SG   | SP   | Ratio  | PG     | PP     | Ratio  |
| ---- | -------------- | -------- | -------- | -------- | ---- | ---- | ---- | ------ | ------ | ------ | ------ |
| 1    | Estados Unidos | 4        | 4        | 0        | 12   | 12   | 1    | 12.000 | 318    | 167    | 1.904  |
| 2    | Rumanía        | 4        | 3        | 1        | 8    | 10   | 5    | 2.000  | 333    | 246    | 1.354  |
| 3    | Tailandia      | 4        | 2        | 2        | 7    | 8    | 6    | 1.333  | 305    | 248    | 1.230  |
| 4    | Puerto Rico    | 4        | 1        | 3        | 3    | 3    | 9    | 0.333  | 230    | 225    | 1.022  |
| 5    | Nigeria        | 4        | 0        | 4        | 0    | 0    | 12   | 0.000  | 0      | 300    | 0.000  |

 *  Nigeria se vio obligada a retirarse. El equipo no llegó a la competencia y sus juegos se perdieron 3-0 y todos los sets por 25-0.
| Fecha            | Hora  | Equipo 1       | Res.  | Equipo 2       | Set 1 | Set 2 | Set 3 | Set 4 | Set 5 | Total   | Reporte |
| ---------------- | ----- | -------------- | ----- | -------------- | ----- | ----- | ----- | ----- | ----- | ------- | ------- |
| 20 de septiembre | 10:00 | Puerto Rico    | 0 – 3 | Rumanía        | 19-25 | 19-25 | 21-25 | -     | -     | 59–75   | P2      |
| 20 de septiembre | 13:00 | Tailandia      | 3 – 0 | Nigeria        | 25-0  | 25-0  | 25-0  | -     | -     | 75–0    | P2      |
| 21 de septiembre | 10:00 | Tailandia      | 0 – 3 | Estados Unidos | 18-25 | 20-25 | 23-25 | -     | -     | 61 – 75 | P2      |
| 21 de septiembre | 13:00 | Nigeria        | 0 – 3 | Rumanía        | 0-25  | 0-25  | 0-25  | -     | -     | 0–75    | P2      |
| 22 de septiembre | 10:00 | Nigeria        | 0 – 3 | Puerto Rico    | 0-25  | 0-25  | 0-25  | -     | -     | 0–75    | P2      |
| 22 de septiembre | 13:00 | Rumania        | 1 – 3 | Estados Unidos | 21-25 | 11-25 | 25-18 | 16-25 | -     | 73–93   | P2      |
| 23 de septiembre | 13:00 | Estados Unidos | 3 – 0 | Puerto Rico    | 25-9  | 25-15 | 25-9  | -     | -     | 75 – 33 | P2      |
| 23 de septiembre | 17:00 | Rumania        | 3 – 2 | Tailandia      | 25-15 | 23-25 | 22-25 | 25-19 | 15-10 | 110–94  | P2      |
| 24 de septiembre | 10:00 | Estados Unidos | 3 – 0 | Nigeria        | 25-0  | 25-0  | 25-0  | -     | -     | 75–0    | P2      |
| 24 de septiembre | 13:00 | Puerto Rico    | 0 – 3 | Tailandia      | 20-25 | 23-25 | 20-25 | -     | -     | 63 – 75 | P2      |

#### Grupo D
| Pos. | Equipo     | Partidos | Partidos | Partidos | Pts. | Sets | Sets | Sets  | Puntos | Puntos | Puntos |
| Pos. | Equipo     | PJ       | PG       | PP       | Pts. | SG   | SP   | Ratio | PG     | PP     | Ratio  |
| ---- | ---------- | -------- | -------- | -------- | ---- | ---- | ---- | ----- | ------ | ------ | ------ |
| 1    | Rusia      | 4        | 4        | 0        | 11   | 12   | 2    | 6.000 | 325    | 243    | 1.337  |
| 2    | Brasil     | 4        | 3        | 1        | 10   | 11   | 4    | 2.750 | 348    | 292    | 1.192  |
| 3    | Eslovaquia | 4        | 2        | 2        | 6    | 7    | 8    | 0.875 | 328    | 330    | 0.994  |
| 4    | Argentina  | 4        | 1        | 3        | 3    | 4    | 10   | 0.400 | 290    | 320    | 0.906  |
| 5    | Bulgaria   | 4        | 0        | 4        | 0    | 2    | 12   | 0.167 | 239    | 345    | 0.693  |

| Fecha            | Hora  | Equipo 1   | Res.  | Equipo 2   | Set 1 | Set 2 | Set 3 | Set 4 | Set 5 | Total    | Reporte |
| ---------------- | ----- | ---------- | ----- | ---------- | ----- | ----- | ----- | ----- | ----- | -------- | ------- |
| 20 de septiembre | 16:00 | Eslovaquia | 0 – 3 | Rusia      | 15-25 | 19-25 | 22-25 | -     | -     | 56 – 75  | P2      |
| 20 de septiembre | 19:00 | Argentina  | 3 – 1 | Bulgaria   | 24-26 | 25-15 | 25-19 | 25-14 | -     | 99 – 74  | P2      |
| 21 de septiembre | 16:00 | Argentina  | 0 – 3 | Brasil     | 23-25 | 22-25 | 16-25 | -     | -     | 61 – 75  | P2      |
| 21 de septiembre | 19:00 | Bulgaria   | 0 – 3 | Rusia      | 9-25  | 13-25 | 17-25 | -     | -     | 39 – 75  | P2      |
| 22 de septiembre | 16:00 | Bulgaria   | 1 – 3 | Eslovaquia | 17-25 | 19-25 | 25-21 | 14-25 | -     | 75 – 96  | P2      |
| 22 de septiembre | 19:00 | Rusia      | 3 – 2 | Brasil     | 25-23 | 16-25 | 19-25 | 25-14 | 15-12 | 100 – 99 | P2      |
| 23 de septiembre | 16:00 | Rusia      | 3 – 0 | Argentina  | 25-12 | 25-17 | 25-20 | -     | -     | 75 – 49  | P2      |
| 23 de septiembre | 19:00 | Brasil     | 3 –1  | Eslovaquia | 25-16 | 25-16 | 24-26 | 25-22 | -     | 99 – 80  | P2      |
| 24 de septiembre | 16:00 | Brasil     | 3 – 0 | Bulgaria   | 25-14 | 25-20 | 25-17 | -     | -     | 75 – 51  | P2      |
| 24 de septiembre | 19:00 | Eslovaquia | 3 – 1 | Argentina  | 21-25 | 25-23 | 25-13 | 25-20 | -     | 96 – 81  | P2      |

### Fase Final

#### Clasificación 17.º al 20.º puesto
|  | 17º lugar |
|  | 18º lugar |
|  | 19º lugar |

| Pos. | Equipo   | Partidos | Partidos | Partidos | Pts. | Sets | Sets | Sets  | Puntos | Puntos | Puntos |
| Pos. | Equipo   | PJ       | PG       | PP       | Pts. | SG   | SP   | Ratio | PG     | PP     | Ratio  |
| ---- | -------- | -------- | -------- | -------- | ---- | ---- | ---- | ----- | ------ | ------ | ------ |
| 17   | Bulgaria | 2        | 3        | 0        | 9    | 9    | 0    | MAX   | 225    | 64     | 3.515  |
| 18   | Egipto   | 2        | 2        | 1        | 6    | 6    | 3    | MAX   | 214    | 75     | 2.853  |
| 19   | Nigeria  | 2        | 0        | 2        | 0    | 0    | 6    | 0.000 | 0      | 150    | 0.000  |
| 20   | Camerún  | 2        | 0        | 2        | 0    | 0    | 6    | 0.000 | 0      | 150    | 0.000  |

| Fecha            | Hora | Equipo 1 | Res.  | Equipo 2 | Set 1 | Set 2 | Set 3 | Set 4 | Set 5 | Total | Reporte |
| ---------------- | ---- | -------- | ----- | -------- | ----- | ----- | ----- | ----- | ----- | ----- | ------- |
| 27 de septiembre | 9:00 | Egipto   | 0 - 3 | Bulgaria | 20-25 | 20-25 | 24-26 | -     | -     | 64-75 | P2      |

#### Clasificación 1.° al 16.° puesto
|  | Octavos de final     | Octavos de final |                |         | Cuartos de final | Cuartos de final |  |        | Semifinales | Semifinales |        |              | Final          | Final |  |
|  |                      |                  |                |         |                  |                  |  |        |             |             |        |              |                |       |  |
|  |                      |                  |                |         |                  |                  |  |        |             |             |        |              |                |       |  |
|  | Rusia                | 3                |                |         |                  |                  |  |        |             |             |        |              |                |       |  |
|  | Rusia                | 3                |                |         |                  |                  |  |        |             |             |        |              |                |       |  |
|  | Puerto Rico          | 0                |                |         |                  |                  |  |        |             |             |        |              |                |       |  |
|  | Puerto Rico          | 0                |                | Rusia   | 3                |                  |  |        |             |             |        |              |                |       |  |
|  |                      |                  |                | Rusia   | 3                |                  |  |        |             |             |        |              |                |       |  |
|  |                      |                  | Polonia        | 0       |                  |                  |  |        |             |             |        |              |                |       |  |
|  | Polonia              | 3                | Polonia        | 0       |                  |                  |  |        |             |             |        |              |                |       |  |
|  | Polonia              | 3                |                |         |                  |                  |  |        |             |             |        |              |                |       |  |
|  | República Dominicana | 0                |                |         |                  |                  |  |        |             |             |        |              |                |       |  |
|  | República Dominicana | 0                |                |         |                  |                  |  | Rusia  | 3           |             |        |              |                |       |  |
|  |                      |                  |                |         |                  |                  |  | Rusia  | 3           |             |        |              |                |       |  |
|  |                      |                  | Serbia         | 0       |                  |                  |  |        |             |             |        |              |                |       |  |
|  | Brasil               | 3                | Serbia         | 0       |                  |                  |  |        |             |             |        |              |                |       |  |
|  | Brasil               | 3                |                |         |                  |                  |  |        |             |             |        |              |                |       |  |
|  | Tailandia            | 2                |                |         |                  |                  |  |        |             |             |        |              |                |       |  |
|  | Tailandia            | 2                |                | Brasil  | 1                |                  |  |        |             |             |        |              |                |       |  |
|  |                      |                  |                | Brasil  | 1                |                  |  |        |             |             |        |              |                |       |  |
|  |                      |                  | Serbia         | 3       |                  |                  |  |        |             |             |        |              |                |       |  |
|  | Serbia               | 3                | Serbia         | 3       |                  |                  |  |        |             |             |        |              |                |       |  |
|  | Serbia               | 3                |                |         |                  |                  |  |        |             |             |        |              |                |       |  |
|  | Perú                 | 1                |                |         |                  |                  |  |        |             |             |        |              |                |       |  |
|  | Perú                 | 1                |                |         |                  |                  |  |        |             |             |        | Rusia        | 3              |       |  |
|  |                      |                  |                |         |                  |                  |  |        |             |             |        | Rusia        | 3              |       |  |
|  |                      |                  | Italia         | 0       |                  |                  |  |        |             |             |        |              |                |       |  |
|  | Italia               | 3                | Italia         | 0       |                  |                  |  |        |             |             |        |              |                |       |  |
|  | Italia               | 3                |                |         |                  |                  |  |        |             |             |        |              |                |       |  |
|  | Canadá               | 0                |                |         |                  |                  |  |        |             |             |        |              |                |       |  |
|  | Canadá               | 0                |                | Italia  | 3                |                  |  |        |             |             |        |              |                |       |  |
|  |                      |                  |                | Italia  | 3                |                  |  |        |             |             |        |              |                |       |  |
|  |                      |                  | Rumanía        | 0       |                  |                  |  |        |             |             |        |              |                |       |  |
|  | Rumanía              | 3                | Rumanía        | 0       |                  |                  |  |        |             |             |        |              |                |       |  |
|  | Rumanía              | 3                |                |         |                  |                  |  |        |             |             |        |              |                |       |  |
|  | Eslovaquia           | 2                |                |         |                  |                  |  |        |             |             |        |              |                |       |  |
|  | Eslovaquia           | 2                |                |         |                  |                  |  | Italia | 3           |             |        |              |                |       |  |
|  |                      |                  |                |         |                  |                  |  | Italia | 3           |             |        |              |                |       |  |
|  |                      |                  | Estados Unidos | 0       |                  |                  |  |        |             |             |        |              |                |       |  |
|  | Turquía              | 3                | Estados Unidos | 0       |                  |                  |  |        |             |             |        |              |                |       |  |
|  | Turquía              | 3                |                |         |                  |                  |  |        |             |             |        |              |                |       |  |
|  | México               | 0                |                |         |                  |                  |  |        |             |             |        |              |                |       |  |
|  | México               | 0                |                | Turquía | 2                |                  |  |        |             |             |        | Tercer lugar | Tercer lugar   |       |  |
|  |                      |                  |                | Turquía | 2                |                  |  |        |             |             |        | Tercer lugar | Tercer lugar   |       |  |
|  |                      |                  | Estados Unidos | 3       |                  |                  |  |        |             |             |        |              |                |       |  |
|  | Estados Unidos       | 3                | Estados Unidos | 3       |                  |                  |  |        |             |             | Serbia | 1            |                |       |  |
|  | Estados Unidos       | 3                |                |         |                  |                  |  |        |             |             | Serbia | 1            |                |       |  |
|  | Argentina            | 2                |                |         |                  |                  |  |        |             |             |        |              | Estados Unidos | 3     |  |
|  | Argentina            | 2                |                |         |                  |                  |  |        |             |             |        |              | Estados Unidos | 3     |  |
|  |                      |                  |                |         |                  |                  |  |        |             |             |        |              |                |       |  |

###### Octavos de final
| Fecha            | Hora  | Equipo 1       | Res.  | Equipo 2             | Set 1 | Set 2 | Set 3 | Set 4 | Set 5 | Total     | Reporte |
| ---------------- | ----- | -------------- | ----- | -------------------- | ----- | ----- | ----- | ----- | ----- | --------- | ------- |
| 26 de septiembre | 11:00 | Rusia          | 3– 0  | Puerto Rico          | 25-12 | 25-11 | 25-13 | -     | -     | 75 – 36   | P2      |
| 26 de septiembre | 11:00 | Polonia        | 3 –0  | República Dominicana | 25-19 | 25-11 | 25-16 | -     | -     | 75 – 46   | P2      |
| 26 de septiembre | 14:00 | Brasil         | 3–1   | Tailandia            | 25-19 | 25-23 | 24-26 | 25-23 | -     | 99 – 91   | P2      |
| 26 de septiembre | 14:00 | Serbia         | 3 – 1 | Perú                 | 25-13 | 25-21 | 17-25 | 25-15 | -     | 92 – 74   | P2      |
| 26 de septiembre | 17:00 | Italia         | 3 – 0 | Canadá               | 25-10 | 25-10 | 25-13 | -     | -     | 75 – 33   | P2      |
| 26 de septiembre | 17:00 | Rumania        | 3 – 2 | Eslovaquia           | 21-25 | 25-22 | 16-25 | 25-21 | 15-11 | 102 – 104 | P2      |
| 26 de septiembre | 20:00 | Turquía        | 3 – 0 | México               | 25-17 | 25-13 | 25-17 | -     | -     | 75 – 47   | P2      |
| 26 de septiembre | 20:00 | Estados Unidos | 3 – 2 | Argentina            | 26-24 | 23-25 | 21-25 | 25-18 | 15-7  | 110 – 99  | P2      |

##### Clasificación 9.º al 16.º puesto
Los equipos que resultaron perdedores en los octavos de final pasaron a disputar la clasificación del 9.° al 16.° puesto.
|  | Partido 13.º y 14.º puesto | Partido 13.º y 14.º puesto |                      |   | Semifinales 13.º al 16.º puesto | Semifinales 13.º al 16.º puesto |                      |   | Cuartos de final 9.º al 16.º puesto | Cuartos de final 9.º al 16.º puesto |            |   | Semifinales 9.º al 12.º puesto | Semifinales 9.º al 12.º puesto |  |  | Partido 9.º y 10.º puesto | Partido 9.º y 10.º puesto |
|  |                            |                            |                      |   |                                 |                                 |                      |   |                                     |                                     |            |   |                                |                                |  |  |                           |                           |
|  |                            |                            |                      |   |                                 |                                 |                      |   |                                     |                                     |            |   |                                |                                |  |  |                           |                           |
|  |                            |                            |                      |   |                                 |                                 |                      |   |                                     |                                     |            |   |                                |                                |  |  |                           |                           |
|  |                            |                            |                      |   |                                 |                                 |                      |   | Puerto Rico                         | 1                                   |            |   |                                |                                |  |  |                           |                           |
|  |                            |                            |                      |   |                                 |                                 |                      |   | Puerto Rico                         | 1                                   |            |   |                                |                                |  |  |                           |                           |
|  |                            |                            | República Dominicana | 3 |                                 |                                 |                      |   |                                     |                                     |            |   |                                |                                |  |  |                           |                           |
|  |                            | Puerto Rico                | República Dominicana | 3 | 1                               |                                 |                      |   |                                     | República Dominicana                | 3          |   |                                |                                |  |  |                           |                           |
|  |                            |                            |                      |   | 1                               |                                 |                      |   |                                     | República Dominicana                | 3          |   |                                |                                |  |  |                           |                           |
|  |                            |                            | Perú                 | 3 |                                 |                                 | Tailandia            | 1 |                                     |                                     |            |   |                                |                                |  |  |                           |                           |
|  | Tailandia                  | 3                          | Perú                 | 3 |                                 |                                 | Tailandia            | 1 |                                     |                                     |            |   |                                |                                |  |  |                           |                           |
|  | Tailandia                  | 3                          |                      |   |                                 |                                 |                      |   |                                     |                                     |            |   |                                |                                |  |  |                           |                           |
|  |                            |                            | Perú                 | 0 |                                 |                                 |                      |   |                                     |                                     |            |   |                                |                                |  |  |                           |                           |
|  | Perú                       | 0                          | Perú                 | 0 |                                 |                                 | República Dominicana | 0 |                                     |                                     |            |   |                                |                                |  |  |                           |                           |
|  | Perú                       | 0                          |                      |   |                                 |                                 | República Dominicana | 0 |                                     |                                     |            |   |                                |                                |  |  |                           |                           |
|  | México                     | 3                          |                      |   | Argentina                       | 3                               |                      |   |                                     |                                     |            |   |                                |                                |  |  |                           |                           |
|  | México                     | 3                          | Canadá               | 1 | Argentina                       | 3                               |                      |   |                                     |                                     |            |   |                                |                                |  |  |                           |                           |
|  |                            |                            | Canadá               | 1 |                                 |                                 |                      |   |                                     |                                     |            |   |                                |                                |  |  |                           |                           |
|  |                            |                            | Eslovaquia           | 3 |                                 |                                 |                      |   |                                     |                                     |            |   |                                |                                |  |  |                           |                           |
|  | Partido 15.º y 16.º puesto | Partido 15.º y 16.º puesto | Eslovaquia           | 3 | Canadá                          | 0                               |                      |   |                                     |                                     | Eslovaquia | 2 | Partido 11.º y 12.º puesto     | Partido 11.º y 12.º puesto     |  |  |                           |                           |
|  | Partido 15.º y 16.º puesto | Partido 15.º y 16.º puesto |                      |   | Canadá                          | 0                               |                      |   |                                     |                                     | Eslovaquia | 2 | Partido 11.º y 12.º puesto     | Partido 11.º y 12.º puesto     |  |  |                           |                           |
|  |                            |                            |                      |   | México                          | 3                               |                      |   | Argentina                           | 3                                   |            |   |                                |                                |  |  |                           |                           |
|  | Puerto Rico                | 3                          | México               | 1 | México                          | 3                               | Tailandia            | 3 | Argentina                           | 3                                   |            |   |                                |                                |  |  |                           |                           |
|  | Puerto Rico                | 3                          | México               | 1 |                                 |                                 | Tailandia            | 3 |                                     |                                     |            |   |                                |                                |  |  |                           |                           |
|  | Canadá                     | 0                          |                      |   | Argentina                       | 3                               |                      |   | Eslovaquia                          | 1                                   |            |   |                                |                                |  |  |                           |                           |

###### Cuartos de final 9.º al 16.º puesto
| Fecha            | Hora  | Equipo 1    | Res.  | Equipo 2             | Set 1 | Set 2 | Set 3 | Set 4 | Set 5 | Total   | Reporte |
| ---------------- | ----- | ----------- | ----- | -------------------- | ----- | ----- | ----- | ----- | ----- | ------- | ------- |
| 27 de septiembre | 12:30 | Puerto Rico | 1 – 3 | República Dominicana | 25-18 | 13-25 | 12-25 | 18-25 | -     | 68–93   | P2      |
| 27 de septiembre | 15:00 | Tailandia   | 3 – 0 | Perú                 | 25-23 | 25-18 | 25-17 | -     | -     | 75 – 58 | P2      |
| 27 de septiembre | 17:30 | Canadá      | 1 – 3 | Eslovaquia           | 25-23 | 22-25 | 17-25 | 11-25 | -     | 75–98   | P2      |
| 27 de septiembre | 20:00 | México      | 1 – 3 | Argentina            | 25-23 | 23-25 | 23-25 | 15-25 | -     | 86–98   | P2      |

###### Semifinales 13.º al 16.º puesto
| Fecha            | Hora  | Equipo 1    | Res.  | Equipo 2 | Set 1 | Set 2 | Set 3 | Set 4 | Set 5 | Total  | Reporte |
| ---------------- | ----- | ----------- | ----- | -------- | ----- | ----- | ----- | ----- | ----- | ------ | ------- |
| 28 de septiembre | 11:00 | Puerto Rico | 1 – 3 | Perú     | 17-25 | 27-25 | 21-25 | 26-28 | -     | 91–103 | P2      |
| 28 de septiembre | 15:00 | Canadá      | 0 – 3 | México   | 20-25 | 26-28 | 16-25 | -     | -     | 62–78  | P2      |

###### Semifinales 9.º al 12.º puesto
| Fecha            | Hora  | Equipo 1             | Res.  | Equipo 2  | Set 1 | Set 2 | Set 3 | Set 4 | Set 5 | Total  | Reporte |
| ---------------- | ----- | -------------------- | ----- | --------- | ----- | ----- | ----- | ----- | ----- | ------ | ------- |
| 28 de septiembre | 17:00 | República Dominicana | 3 – 1 | Tailandia | 25-16 | 25-18 | 24-26 | 25-20 | -     | 99–80  | P2      |
| 28 de septiembre | 20:00 | Eslovaquia           | 2 – 3 | Argentina | 25-16 | 21-25 | 25-23 | 19-25 | 5-15  | 95–104 | P2      |

###### Partido por el 15.º y 16.º puesto
| Fecha            | Hora  | Equipo 1    | Res.  | Equipo 2 | Set 1 | Set 2 | Set 3 | Set 4 | Set 5 | Total | Reporte |
| ---------------- | ----- | ----------- | ----- | -------- | ----- | ----- | ----- | ----- | ----- | ----- | ------- |
| 29 de septiembre | 10:00 | Puerto Rico | 3 – 0 | Canadá   | 25-21 | 28-26 | 25-23 | -     | -     | 78–70 | P2      |

###### Partido por el 13.º y 14.º puesto
| Fecha            | Hora  | Equipo 1 | Res.  | Equipo 2 | Set 1 | Set 2 | Set 3 | Set 4 | Set 5 | Total | Reporte |
| ---------------- | ----- | -------- | ----- | -------- | ----- | ----- | ----- | ----- | ----- | ----- | ------- |
| 29 de septiembre | 14:00 | Perú     | 0 – 3 | México   | 18-25 | 16-25 | 14-25 | -     | -     | 48–75 | P2      |

###### Partido por el 11.º y 12.º puesto
| Fecha            | Hora  | Equipo 1 República Dominicana | Res.  | Equipo 2 Argentina | Set 1 | Set 2 | Set 3 | Set 4 | Set 5 | Total | Reporte |
| ---------------- | ----- | ----------------------------- | ----- | ------------------ | ----- | ----- | ----- | ----- | ----- | ----- | ------- |
| 29 de septiembre | 17:00 | Tailandia                     | 3 – 1 | Eslovaquia         | 22-25 | 25-22 | 25-19 | 25-23 | -     | 97–89 | P2      |

###### Partido por el 9.º y 10.º puesto
| Fecha            | Hora  | Equipo 1             | Res.  | Equipo 2  | Set 1 | Set 2 | Set 3 | Set 4 | Set 5 | Total | Reporte |
| ---------------- | ----- | -------------------- | ----- | --------- | ----- | ----- | ----- | ----- | ----- | ----- | ------- |
| 29 de septiembre | 20:00 | República Dominicana | 0 – 3 | Argentina | 20-25 | 17-25 | 18-25 | -     | -     | 55–75 | P2      |

##### Cuartos de final
| Fecha            | Hora  | Equipo 1 | Res.  | Equipo 2       | Set 1 | Set 2 | Set 3 | Set 4 | Set 5 | Total    | Reporte |
| ---------------- | ----- | -------- | ----- | -------------- | ----- | ----- | ----- | ----- | ----- | -------- | ------- |
| 27 de septiembre | 11:00 | Rusia    | 3 – 0 | Polonia        | 25-11 | 25-12 | 25-15 | -     | -     | 75–38    | P2      |
| 27 de septiembre | 14:00 | Brasil   | 1 – 3 | Serbia         | 23-25 | 20-25 | 25-22 | 20-25 | -     | 88–97    | P2      |
| 27 de septiembre | 17:00 | Italia   | 3 – 0 | Rumanía        | 25-15 | 25-18 | 25-13 | -     | -     | 75–46    | P2      |
| 27 de septiembre | 20:00 | Turquía  | 2 – 3 | Estados Unidos | 25-19 | 23-25 | 25-22 | 21-25 | 9-15  | 94 – 106 | P2      |

##### Clasificación 5.º al 8.º puesto
Los equipos que resultaron perdedores en los cuartos de final pasaron a disputar la clasificación del 5.° al 8.° puesto.
|  | Semifinales 5.º al 8.º puesto | Semifinales 5.º al 8.º puesto |   |         | Partido 5.º y 6.º puesto | Partido 5.º y 6.º puesto |  |
|  |                               |                               |   |         |                          |                          |  |
|  |                               |                               |   |         |                          |                          |  |
|  | Polonia                       | 2                             |   |         |                          |                          |  |
|  | Brasil                        | 3                             |   |         |                          |                          |  |
|  |                               |                               |   |         |                          |                          |  |
|  |                               |                               |   |         |                          |                          |  |
|  |                               |                               |   |         | Brasil                   | 3                        |  |
|  |                               | Rumanía                       | 0 |         |                          |                          |  |
|  |                               |                               |   |         |                          |                          |  |
|  |                               |                               |   |         |                          |                          |  |
|  |                               |                               |   |         | Partido 7.º y 8.º puesto |                          |  |
|  |                               |                               |   |         |                          |                          |  |
|  | Rumanía                       | 3                             |   | Polonia | 0                        |                          |  |
|  | Turquía                       | 1                             |   |         | Turquía                  | 3                        |  |

###### Semifinales 5.º al 8.º puesto
| Fecha            | Hora  | Equipo 1 | Res.  | Equipo 2 | Set 1 | Set 2 | Set 3 | Set 4 | Set 5 | Total   | Reporte |
| ---------------- | ----- | -------- | ----- | -------- | ----- | ----- | ----- | ----- | ----- | ------- | ------- |
| 28 de septiembre | 11:00 | Polonia  | 2 – 3 | Brasil   | 17-25 | 25-22 | 22-25 | 25-19 | 11-15 | 100–106 | P2      |
| 28 de septiembre | 13:00 | Rumania  | 3 – 1 | Turquía  | 25-20 | 23-25 | 25-18 | 25-19 | -     | 98–82   | P2      |

###### Partido por el 7.º y 8.º puesto
El horario de este partido fue retrasado dos horas respecto de su programación inicial.
| Fecha            | Hora  | Equipo 1 | Res.  | Equipo 2 | Set 1 | Set 2 | Set 3 | Set 4 | Set 5 | Total | Reporte |
| ---------------- | ----- | -------- | ----- | -------- | ----- | ----- | ----- | ----- | ----- | ----- | ------- |
| 29 de septiembre | 11:00 | Polonia  | 0 – 3 | Turquía  | -     | -     | -     | -     | -     | –     |         |

###### Partido por el 5.º y 6.º puesto
El horario de este partido fue adelantado dos horas respecto de su programación inicial.
| Fecha            | Hora  | Equipo 1 | Res.  | Equipo 2 | Set 1 | Set 2 | Set 3 | Set 4 | Set 5 | Total | Reporte |
| ---------------- | ----- | -------- | ----- | -------- | ----- | ----- | ----- | ----- | ----- | ----- | ------- |
| 29 de septiembre | 14:00 | Brasil   | 3 – 0 | Rumanía  | 25-17 | 25-14 | 25-12 | -     | -     | 75–43 | P2      |

#### Clasificación1.eral 4.º puesto
|  | Semifinales    | Semifinales |   |        | Final                     | Final |  |
|  |                |             |   |        |                           |       |  |
|  |                |             |   |        |                           |       |  |
|  | Rusia          | 3           |   |        |                           |       |  |
|  | Serbia         | 0           |   |        |                           |       |  |
|  |                |             |   |        |                           |       |  |
|  |                |             |   |        |                           |       |  |
|  |                |             |   |        | Rusia                     | 3     |  |
|  |                | Italia      | 0 |        |                           |       |  |
|  |                |             |   |        |                           |       |  |
|  |                |             |   |        |                           |       |  |
|  |                |             |   |        | Partido 3.er y 4.º puesto |       |  |
|  |                |             |   |        |                           |       |  |
|  | Italia         |             |   | Serbia | 1                         |       |  |
|  | Estados Unidos |             |   |        | Estados Unidos            | 3     |  |

##### Semifinales
| Fecha            | Hora  | Equipo 1 | Res.  | Equipo 2       | Set 1 | Set 2 | Set 3 | Set 4 | Set 5 | Total | Reporte |
| ---------------- | ----- | -------- | ----- | -------------- | ----- | ----- | ----- | ----- | ----- | ----- | ------- |
| 28 de septiembre | 17:30 | Rusia    | 3 – 0 | Serbia         | 25-13 | 25-8  | 25-21 | -     | -     | 75–42 | P2      |
| 28 de septiembre | 20:00 | Italia   | 3 – 0 | Estados Unidos | 25-23 | 25-18 | 25-22 | -     | -     | 75–63 | P2      |

##### Partido por el3.ery 4º puesto
| Fecha            | Hora  | Equipo 1 | Res.  | Equipo 2       | Set 1 | Set 2 | Set 3 | Set 4 | Set 5 | Total  | Reporte |
| ---------------- | ----- | -------- | ----- | -------------- | ----- | ----- | ----- | ----- | ----- | ------ | ------- |
| 29 de septiembre | 17:00 | Serbia   | 1 – 3 | Estados Unidos | 23-25 | 18-25 | 28-26 | 18-25 | -     | 87–101 | P2      |

##### Final
| Fecha            | Hora  | Equipo 1 | Res.  | Equipo 2 | Set 1 | Set 2 | Set 3 | Set 4 | Set 5 | Total | Reporte |
| ---------------- | ----- | -------- | ----- | -------- | ----- | ----- | ----- | ----- | ----- | ----- | ------- |
| 29 de septiembre | 20:00 | Rusia    | 3 – 0 | Italia   | 25-16 | 25-17 | 25-20 | -     | -     | 75–53 | P2      |